# Limbi ugrice
Limbile ugrice sunt un grup de limbi din ramura fino-ugrică a familiei limbilor uralice, compus din trei limbi: limba maghiară, limba hantî (sau ostiacă) și limba mansi (sau vogulă). Ultimele două formează subgrupul ugric de pe Obi. Numele grupului vine de la Ugra, denumirea rusească tradițională a ariei geografice în care trăiește majoritatea membrilor etniilor hantî și mansi. Cea mai mare parte a acestei arii este ocupată în prezent de districtul autonom Hantî-Mansi din Rusia.
Se presupune că grupul ugric s-a desprins din ramura fino-ugrică prin anii 3000-2500 î.e.n., vorbitorii respectivi rămânând la est de munții Urali, pe când cei din celălalt grup al ramurii, cel fino-permic, au migrat din regiune. Maghiara s-ar fi despărțit de restul grupului prin anii 1000-500 î.e.n., vorbitorii ei migrând spre sud-vest, iar ceilalți rămânând în regiune.

## Limba maghiară
Vorbitorii limbii maghiare au ajuns în zona carpatică spre sfârșitul secolului al IX-lea. La începutul secolului al XXI-lea, limba maghiară este vorbită de aproximativ 12,6 milioane de persoane, 9,8 milioane locuind în Ungaria. Există comunități maghiarofone în toate țările vecine cu Ungaria (România, Slovacia, Serbia, Ucraina, Austria, Croația și Slovenia), și de asemenea importante comunități apărute prin emigrare în Statele Unite, Canada, Israel etc.

## Limba hantî
Limba hantî este vorbită de 9.850 de persoane, deși numărul celor care se declară de etnie hantî este de cca. 30.900. Trăiesc în principal în districtul autonom care poartă și numele lor, precum și în districtul autonom Iamalia-Neneția și în regiunea Tomsk. Numele hantî al limbii este cel indigen. Este cunoscută tradițional sub numele de ostiacă.
Limba are patru dialecte (de est, de nord, de sud și vah), cu dificultăți de înțelegere între cele care nu sunt învecinate. În anii 1930 s-au întreprins acțiuni de standardizare. S-a creat un alfabet, mai întâi bazat pe cel latin, iar din 1937 s-a folosit cel chirilic. S-au publicat și se publică scrieri în mai multe dialecte, dar nu s-a ajuns la un standard unic. Există și învățământ primar în limba hantî, se publică în continuare lucrări lingvistice despre limbă, manuale, lucrări metodice pentru cadrele didactice, și se continuă eforturile de standardizare, concentrate pe unul din dialecte. Cu toate acestea, limba este din ce în ce mai puțin vorbită, fiind în pericol de dispariție.

## Limba mansi
Cca. 12.300 de persoane se declară de etnie mansi, dar numai 940 declară limba mansi ca maternă. Trăiesc în districtul care poartă și numele lor, precum și în regiunea Sverdlovsk. Mai demult lingviștii tratau limba mansi sub numele de vogulă.
Existau patru dialecte mansi: de nord, de est, de vest și de sud. Cel de sud a dispărut înainte de 1950, nici cel de vest probabil nu mai există, un număr mic de bătrâni mai vorbesc dialectul de est, cel din nord fiind cel mai vivace. Ceva mai puțin de jumătate din copii mai învață limba. Și pentru mansi s-a creat un alfabet latin în 1931 și s-a trecut la cel chirilic în 1938. În 1954 s-a publicat un dicționar rus-mansi de 10.800 de cuvinte, dar tot mai mulți vorbitori folosesc limba rusă, inclusiv în familie. Și această limbă este considerată a fi în pericol. Se fac totuși și în prezent eforturi pentru păstrarea ei, prin acțiuni asemănătoare ca și pentru limba hantî.